# César Boutteville
Pour les articles homonymes, voir Boutteville (homonymie).
César Boutteville, né le 24 juin 1917 à Hanoï (Vietnam) et mort à Versailles le 21 mai 2015 , est un joueur d'échecs français.
Il a remporté  six fois le Championnat de France d'échecs et a représenté la France à plusieurs compétitions internationales d'échecs.

## Biographie

### Enfance
Né d'un père français et d'une mère vietnamienne, César Boutteville rentre en France avec ses parents en 1929. La famille s'installe à Boulogne-sur-Mer, puis le jeune César va suivre ses études à Roubaix.

### Carrière échiquéenne
En 1944, César Bouteville gagne le championnat de Paris, puis l'année suivante devient Champion de France à Roubaix. Ensuite, il remporte le titre à Aix-en-Provence en 1950, Marseille en 1954, Toulouse en 1955, Reims en 1959 et à Dieppe en 1967. Au total, il remporte le titre national six fois, comme Maurice Raizman, mais ce record est depuis dépassé par Étienne Bacrot, qui joue à une époque où la concurrence est plus féroce.
Il représente la France à plusieurs olympiades d'échecs. En raison de ses obligations professionnelles et familiales, il ne peut jouer qu'un championnat de France sur deux et qu'une olympiade sur deux, en alternance. Il affirme : « c'était de l'amateurisme à 100 % », ce qui fait qu'« il aurait pu devenir un grand champion s'il était né à une autre époque ou dans un autre pays où les échecs étaient plus développés ».
Il reprend la compétition après plusieurs années d'arrêt et, à 90 ans, son classement Elo est encore de 2217 en octobre 2007. Il jouait au club du Chesnay.
César Bouteville était réputé pour sa combativité sur l'échiquier : « Boutteville est un lutteur ».

## Une partie remarquable
César Bouteville a remporté la partie suivante contre un Maître international vénézuélien lors des XVIe olympiades d'échecs :
László Tapasztó (en) – César Boutteville, Tel Aviv, 1964
1. e4 e5 2. Cf3 Cc6 3. Fb5 Cd4 4. Cxd4 exd4 5. 0-0 c6 6. Fc4 Cf6 7. d3 d5! 8. exd5 Cxd5 9. Dh5 Fe7! 10. Fxd5 cxd5! 11. De5 0-0 12. Dxd4 Ff6 13. Df4 Te8 14. c3 Fe5 15. Dd2 a5! 16. f4 Fc7 17. Dd1 Ff5! 18. h3 Ta6! 19. Df3 Tg6 20. Ca3 Fb6+ 21. Rh2 Fg4! 22. hxg4 Th6+ 23. Dh3 Txh3+ 24. Rxh3 h5 25. gxh5 Te2 26. d4 De8 27. f5 De4 28. Tf3 Fd8 29. Ff4 Dxf5+ 30. g4 Df6! 31. g5 Df5+ 32. Rg3 Fc7  0-1.